# Cyrillaceae
Cyrillaceae is een botanische naam, voor een familie van tweezaadlobbige planten. Een familie onder deze naam wordt algemeen geaccepteerd door systemen voor plantentaxonomie, en ook door het APG-systeem (1998) en het APG II-systeem (2003).
Het gaat om een heel kleine familie van houtige planten, die alleen voorkomen in de Neotropen.
In het Cronquist-systeem (1981) is de plaatsing eveneens in de orde Ericales.